# Phylloscopus xanthoschistos
Phylloscopus xanthoschistos е вид птица от семейство Phylloscopidae.

## Разпространение
Видът е разпространен в Бутан, Индия, Китай, Мианмар, Непал и Пакистан.